# Домашно врабче
Домашното врабче (Passer domesticus) е дребна птица от семейство Врабчови (Passeridae), разред Врабчоподобни (Passeriformes).

## Общи сведения
Дължина на тялото около 16 cm, размах на крилете 25 cm, тежи около 30 г. Един от най-многочислените видове птици. Има изразен полов диморфизъм, мъжкият е по-ярко оцветен и по-едър. Женската е с монотонно кафеникаво оперение. Неполовозрелите птици и от двата пола имат оперение подобно на женските. Домашното врабче е непрелетна пойна птица, макар че певческите му заложби са относително скромни.

## Разпространение
Среща се по всички континенти, без Антарктида. Обитава всички типове човешки поселения, рядко се среща в дивата природа, където е изместено от сродния му вид Полско врабче.

## Начин на живот и хранене
Обитава всички типове постройки. Храната си търси по земята и по дърветата. Всеядна птица. Храни се със семена, плодове, дребни безгръбначни, насекоми, остатъци от човешка храна.
Обича да живее по борове, дъбове и брези. Храни се с червеи, трохи хляб, мравки, зърнени култури.

## Размножаване
Домашното врабче е предимно моногамен вид, но често се наблюдава и полигиния. Двойката често остава заедно през целия размножителен сезон, а понякога и за няколко години. Врабчетата обаче често „изневеряват“ на половинките си и копулират и с други индивиди в резултат на което около 15% от яйцата са оплодени от мъжки извън брачната двойка. Има сведения за кръстосване с полско врабче и испанско врабче, като мъжкият понякога привлича техните женски.
Гнезди в различни типове дупки, но е способно да изгради гнездото си и в клоните на дърветата. Дупките застила обилно със сламки, сухи растения, пух, пера от други птици. Ако е в клоните на дърво, гнездото е голямо и кълбовидно с отвор отстрани, сплетено от тънки клонки и сламки. Снася от 2 до 6 бели, изпъстрени с кафеникави, сиви и черни петънца яйца. Яйцата имат размери 23х15 мм. Мъти само женската или и двамата родители в продължение на 13 – 14 дни. Малките се излюпват голи, слепи и безпомощни. Родителите ги хранят предимно с насекоми и смлени на кашица семена. Малките напускат гнездото след около 17 дни и родителите ги хранят още 1 – 2 седмици. Малките имат жълта кожна гънка около местата, където се свързват горната и долната част на човката. В годината могат да отгледат 2 – 3 люпила. Полова зрелост настъпва обикновено след една година.

## Допълнителни сведения
През втората половина на 20 век се отбелязва спадане в числеността на домашните врабчета, която се дължи на смяната на типа постройки, намаляването на обичайната храна за вида и др.

### Цитирани трудове
- Anderson, Ted R. Biology of the Ubiquitous House Sparrow: from Genes to Populations.   Oxford, Oxford University Press, 2006. ISBN 0-19-530411-X.